# 大井川鐵道

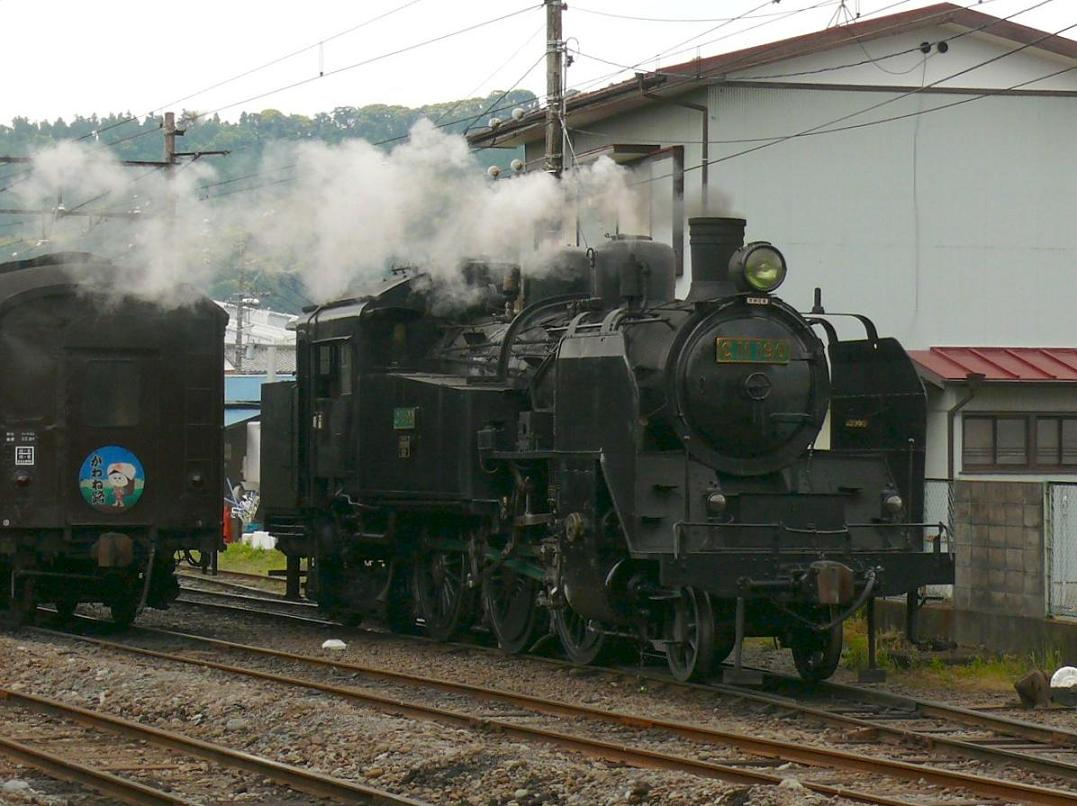
大井川鐵道的C11型蒸氣機車

大井川鐵道股份有限公司（日语：／ Ōigawa Tetsudō */?），簡稱大井川鐵道或大鐵，是位於日本靜岡縣的鐵路公司。
大井川鐵道擁有兩條鐵路線，一條是大井川本線，另一條是井川線。其中大井川本線有動態保存的蒸氣機車；井川線是日本現存僅有的Abt式鐵道，因此又暱稱為「南阿爾卑斯Abt線」。除了鐵路以外，該公司也經營巴士客運服務。
由於同樣都是使用蒸汽機車的山岳鐵路，大井川鐵道於1986年1月25日與台灣的阿里山森林鐵路結為姐妹鐵路。除此之外，大井川鐵道與瑞士的布里恩茲-羅特洪鐵路（Brienz Rothorn Bahn，BRB）也締結了姊妹鐵路關係，兩家公司的鐵路線同樣都是使用Abt齒軌系統。而大井川鐵道也是全國登山鐵道‰會的成員。

## 歷史
2025年3月10日，大井川鐵道迎來開業的100周年。

## 鐵道概況

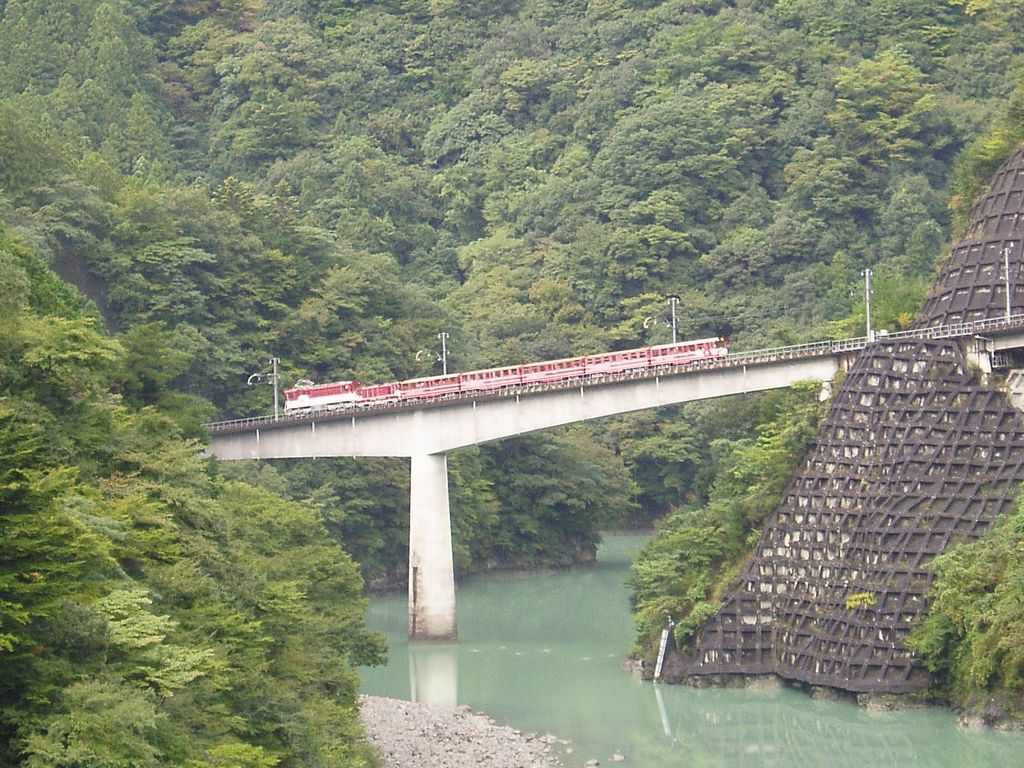
井川線列車ABT市代車站到長島壩站的齒軌鐵路區間

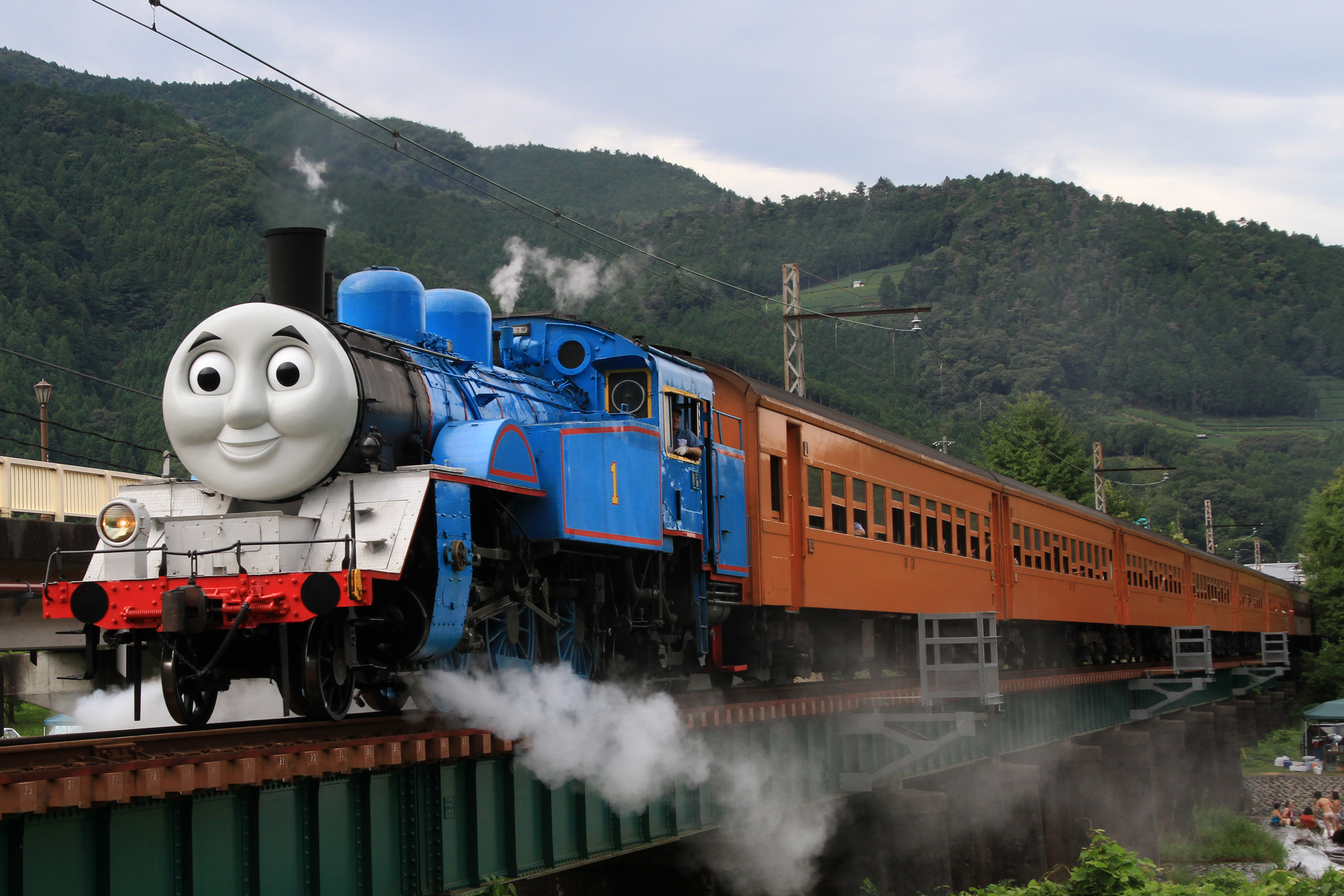
C11型：227號機 湯瑪士小火車

### 鐵道路線
| 中文線名   | 日文線名 | 起點 | 終點 | 距離（公里） |
| ---------- | -------- | ---- | ---- | ------------ |
| 大井川本線 |          | 金谷 | 千頭 | 39.5         |
| 井川線     |          | 千頭 | 井川 | 25.5         |

### 電力列車
大井川鐵道所使用的電力列車全都是關西地區各大型私鐵公司所讓渡而來的二手車輛，包括：
- 16000系：前近畿日本鐵道的近鐵南大阪線特急用車。
- 3000系：前京阪電氣鐵道的京阪本線特急用車。
- 6421系（421系）：前近鐵名古屋線特急用車。
- 21000系（21001系）：前南海電氣鐵道的南海高野線急行用車。

### 客車
- 國鐵12系客車:於2025年7月由JR西日本轉讓5輛給大井川鐵道，並規劃將來與其擁有的E31型4號電力機車連結進行運轉[7][8][9][10]。
- 國鐵14系客車:於2016年6月由JR北海道轉讓4輛給大井川鐵道，並在2018年3月由原本的停泊地新金谷站運送至千頭站[11][12][13][14]。

### 電力機車
- E10型
- 伊吹500型（500型）
- ED90型：Abt式電力機車

### 柴油機車
- DD20型
- DB1型

### 動態保存的蒸氣機車

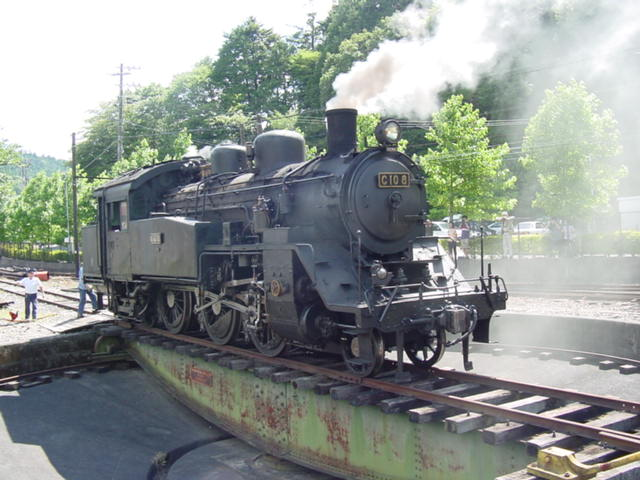
國鐵C10型8號機

- 國鐵C10型：8號機
- 國鐵C11型：190號機
- C11型：227號機
- C11型：312號機
- C12型：164號機
- C56型：44號機

## 外部連結
- 大井川鐵道 （页面存档备份，存于） （日語）（英文）（简体中文）（繁體中文）